# Paranoia, Angels, True Love
Paranoia, Angels, True Love — четвёртый студийный альбом французской инди-поп-исполнительницы и автора песен Элоизы Летисье (фр. Héloïse Letissier), более известной под псевдонимом Christine and the Queens, вышедший 9 июня 2023 года на французском и английском языках. Альбом включает в себя сотрудничество с Мадонной, 070 Shake и Майком Дином и ему предшествовали несколько синглов, включая ведущий сингл «To Be Honest».

## История
Элоиз Летисье назвала альбом «второй частью оперного жеста», включающего Redcar les adorables étoiles (prologue) (2022), и отметила, что он был вдохновлен «славной драматургией» пьесы Тони Кушнера «Ангелы в Америке» 1991 года. Она также назвала её «ключом к открывающей сердце трансформации, молитвой к самому себе».

## Отзывы
| Совокупная оценка    | Совокупная оценка |
| Источник             | Оценка            |
| -------------------- | ----------------- |
| AnyDecentMusic?      | 7.8/10            |
| Metacritic           | 81/100            |
| Оценки критиков      |                   |
| Источник             | Оценка            |
| AllMusic             | [ 7 ]             |
| DIY                  | [ 8 ]             |
| Evening Standard     | [ 9 ]             |
| The Guardian         | [ 10 ]            |
| The Independent      | [ 11 ]            |
| The Line of Best Fit | 9/10              |
| Pitchfork            | 6.8/10            |
| The Skinny           | [ 14 ]            |
| Slant Magazine       | [ 15 ]            |
| The Telegraph        | [ 16 ]            |

Альбом получил положительные отзывы музыкальной критики и интернет-изданий. Paranoia, Angels, True Love получил 81 балл из 100 на агрегаторе рецензий Metacritic на основе девяти отзывов критиков, что свидетельствует о «всеобщем признании». Отис Робинсон из DIY нашел, что «блеск альбома заключается в инновационном океане современной оперы, смешивающей элементы соул, поп, трэп, R&B, драм-н-бейс и музыкального театра», но что «присутствие на альбоме хип-хоп продюсера Майка Дина придает альбому пост-поп звучание». Он заключил, что это «очень далеко от дебютного Chaleur humaine, но столь же бесстрашно», и «как никакое другое исследование горя — это новый magnum opus».
Рэйчел Ароэсти из The Guardian описала Paranoia, Angels, True Love как «шедевр», где отчаяние Летисье из-за недавней смерти её матери «сублимировалось в удивительно красивый экспериментальный поп, залитый теплым небесным светом, пронизанный пиками растерянной боли», и создало работу, которая является «гипнотически мелодичной, умной, стильной, серьёзной, веселой, привыкающе неожиданной и эйфорически танцевальной». Эрик Мэйсон из Slant Magazine' описал альбом как «кульминацию амбициозного подхода французской певицы к поп-конвенциям», а также как «коллекцию извилистых, интроспективных песен, которые выходят из поп-конвенций, утверждая жизнеутверждающую силу любви».
Дэвид Смит из Evening Standard нашел Paranoia, Angels, True Love «странным и абсолютно замечательным» в отличие от «странного и отчужденного» Redcar, с «песнями захватывающей дух красоты», которые «далеки от гладкого, утонченного электронного попа» Chaleur humaine. Рецензируя альбом для The Line of Best Fit', Танатат Кхуттапан отметила, что это «самый большой и амбициозный альбом Летисье на сегодняшний день» и «такой же захватывающий и загадочный, как мистические истории, приукрашенный эпической театральностью и искусными отсылками», но нашла, что некоторые треки лучше подходят в качестве «разговорных стихов […] из-за их вялой, неподвижной инструментовки».
Хелен Браун из The Independent резюмировала альбом как «требующий серьёзных вложений со стороны слушателя», поскольку он «слишком длинный и бессвязный, чтобы принести Christine and the Queens новых поклонников или значительное продвижение в чарте синглов. Его самоиндульгенция может даже утомить некоторых существующих поклонников. Но если дать ему время вырастить свои крылья, он действительно может поднять вас ввысь»/ Рецензируя альбом для AllMusic, Хизер Фарес сравнила его с предыдущими работами Летисье, написав: «В целом он не ощущается столь же полезным, как бриллиантовая ясность и блеск Chris или La Vita Nuova. Даже если ему не хватает некоторой электризующей непосредственности этих работ, здесь есть много сложной и эмоционально сильной музыки, которую поклонники смогут оценить».
Нил Маккормик из The Telegraph написал, что «с каждым новым релизом творчество Элоизы Летисье становится все труднее описать», найдя в нём «много абсолютно великолепных моментов», но «подавляющее настроение является гнетущим, поскольку оно продолжается в неумолимо среднем темпе[…], часто доходя до бомбардирующих квазирелигиозных хоральных электро-готических кульминаций, с грохочущими ударными, перегруженным вокалом и воющей ведущей гитарой». В конечном итоге он назвал его «много». Пейтон Томас из Pitchfork резюмировал, что альбом является «сырым, мечтательным, 20-песенным эпиком, который все ещё ощущается как первый черновик», и что на «каждый ошеломляющий» трек («Tears Can Be So Soft», «I Met an Angel» и «True Love»), есть «трещина, которая не дает покоя» («Full of Life», «Let Me Touch You» и «Aimer, puis vivre»), сравнивая последний набор треков с римскими мраморными статуями, «лишенными за тысячелетия краски», и называя их «не все полностью сформированными, и часто требующими цвета».

## Список композиций
Все тексты написаны Héloise Letissier.
| №  | Название                                        | Музыка                                               | Продюсеры                                   | Длительность |
| -- | ----------------------------------------------- | ---------------------------------------------------- | ------------------------------------------- | ------------ |
| 1. | «Overture»                                      | Letissier Joseph Bishara Mike Dean                   | Christine and the Queens Dean               | 1:23         |
| 2. | «Tears Can Be So Soft»                          | Letissier Dean Sarah Schachner Leon Ware Marvin Gaye | Christine and the Queens Dean Schachner [a] | 5:11         |
| 3. | «Marvin Descending»                             | Letissier Bishara Dean Ash Workman                   | Christine and the Queens Dean Workman       | 4:06         |
| 4. | «A Day in the Water»                            | Letissier Workman                                    | Christine and the Queens Dean Workman       | 4:01         |
| 5. | «Full of Life»                                  | Letissier Dean Tommy Rush Johann Pachelbel           | Christine and the Queens Dean Rush [a]      | 4:32         |
| 6. | «Angels Crying in My Bed» (при участии Мадонны) | Letissier Dean                                       | Christine and the Queens Dean               | 4:26         |
| 7. | «Track 10»                                      | Letissier Dean Darren King Gregory Lake              | Christine and the Queens Dean               | 11:09        |

| №  | Название                                      | Музыка                                     | Продюсеры                                   | Длительность |
| -- | --------------------------------------------- | ------------------------------------------ | ------------------------------------------- | ------------ |
| 1. | «Overture» (при участии Майка Дина)           | Letissier Dean                             | Christine and the Queens Dean               | 1:26         |
| 2. | «He's Been Shining for Ever, Your Son»        | Letissier Dean                             | Christine and the Queens Dean               | 5:01         |
| 3. | «Flowery Days»                                | Letissier Workman                          | Christine and the Queens                    | 3:00         |
| 4. | «I Met an Angel» (при участии Мадонны)        | Letissier Dean Bishara King                | Christine and the Queens Dean               | 6:06         |
| 5. | «True Love» (пи участии 070 Shake)            | Letissier Dean Danielle Balbuena Schachner | Christine and the Queens Dean Schachner [a] | 5:47         |
| 6. | «Let Me Touch You Once» (featuring 070 Shake) | Letissier Dean                             | Dean                                        | 3:15         |
| 7. | «Aimer, puis vivre»                           | Letissier Workman                          | Christine and the Queens                    | 4:50         |

| №                   | Название                                 | Музыка                      | Продюсеры                                    | Длительность |
| ------------------- | ---------------------------------------- | --------------------------- | -------------------------------------------- | ------------ |
| 1.                  | «Shine»                                  | Letissier Dean              | Christine and the Queens Dean                | 5:52         |
| 2.                  | «We Have to Be Friends»                  | Letissier Dean King         | Christine and the Queens Dean Workman [a]    | 4:14         |
| 3.                  | «Lick the Light Out» (featuring Madonna) | Letissier Dean Bishara King | Christine and the Queens Dean A. G. Cook [a] | 6:31         |
| 4.                  | «To Be Honest»                           | Letissier Dean              | Christine and the Queens Dean Workman [a]    | 3:41         |
| 5.                  | «I Feel Like an Angel»                   | Letissier Dean              | Christine and the Queens Dean                | 4:31         |
| 6.                  | «Big Eye»                                | Letissier Dean Bishara King | Christine and the Queens Dean                | 7:47         |
| Общая длительность: | Общая длительность:                      | Общая длительность:         | Общая длительность:                          | 96:49        |

### Уточнения
- ↑  дополнительный продюсер

## Чарты
| Чарт (2023)                                  | Высшая позиция |
| -------------------------------------------- | -------------- |
| Бельгия/Фландрия (Ultratop)                  | 9              |
| Бельгия/Валлония (Ultratop)                  | 9              |
| Франция (SNEP)                               | 19             |
| Германия (Offizielle Top 100)                | 40             |
| Шотландия (Scottish Albums Chart)            | 7              |
| Швейцария (Schweizer Hitparade)              | 25             |
| Великобритания (UK Albums Chart)             | 7              |
| Великобритания (UK Independent Albums Chart) | 2              |
| США (Billboard Top Album Sales)              | 97             |
| США (Billboard Top Heatseekers Albums)       | 24             |